# Слободчикова (Курганская область)
Слободчикова — деревня в Белозерском районе Курганской области. Входит в состав Боровского сельсовета.

## История
До 1917 года входила в состав Белозерской волости Курганского уезда Тобольской губернии. По данным на 1926 год состояла из 68 хозяйств. В административном отношении являлась центром Слободчиковского сельсовета Белозерского района Курганского округа Уральской области.

## Население
| 1782 | 1868 | 1912 | 1926 | 1989 | 2002 | 2010 |
| ---- | ---- | ---- | ---- | ---- | ---- | ---- |
| 73   | ↗186 | ↗308 | ↗342 | ↘1   | ↗2   | ↘0   |

По данным переписи 1926 года в деревне проживало 342 человека (174 мужчины и 168 женщин), в том числе: русские составляли 100 % населения.